# Kranich-Gymnasium Salzgitter
Das Kranich-Gymnasium ist ein Gymnasium im Ganztagsbetrieb in Salzgitter-Lebenstedt. Es hat etwa 1000 Schüler.

## Gebäude
Das Kranich-Gymnasium besteht aus zwei Gebäuden, darunter das Schölkegebäude für die Jahrgänge 5, 6 und 10. Das Hauptgebäude dient den Jahrgängen 7 bis 9 sowie den Jahrgängen 11 bis 13. Die beiden Gebäude bestehen aus zwei Turnhallen, Pausenhöfen, einer Aula und den dazugehörenden Klassenräumen in den jeweiligen Trakten und einigen Fachräumen.

## Geschichte

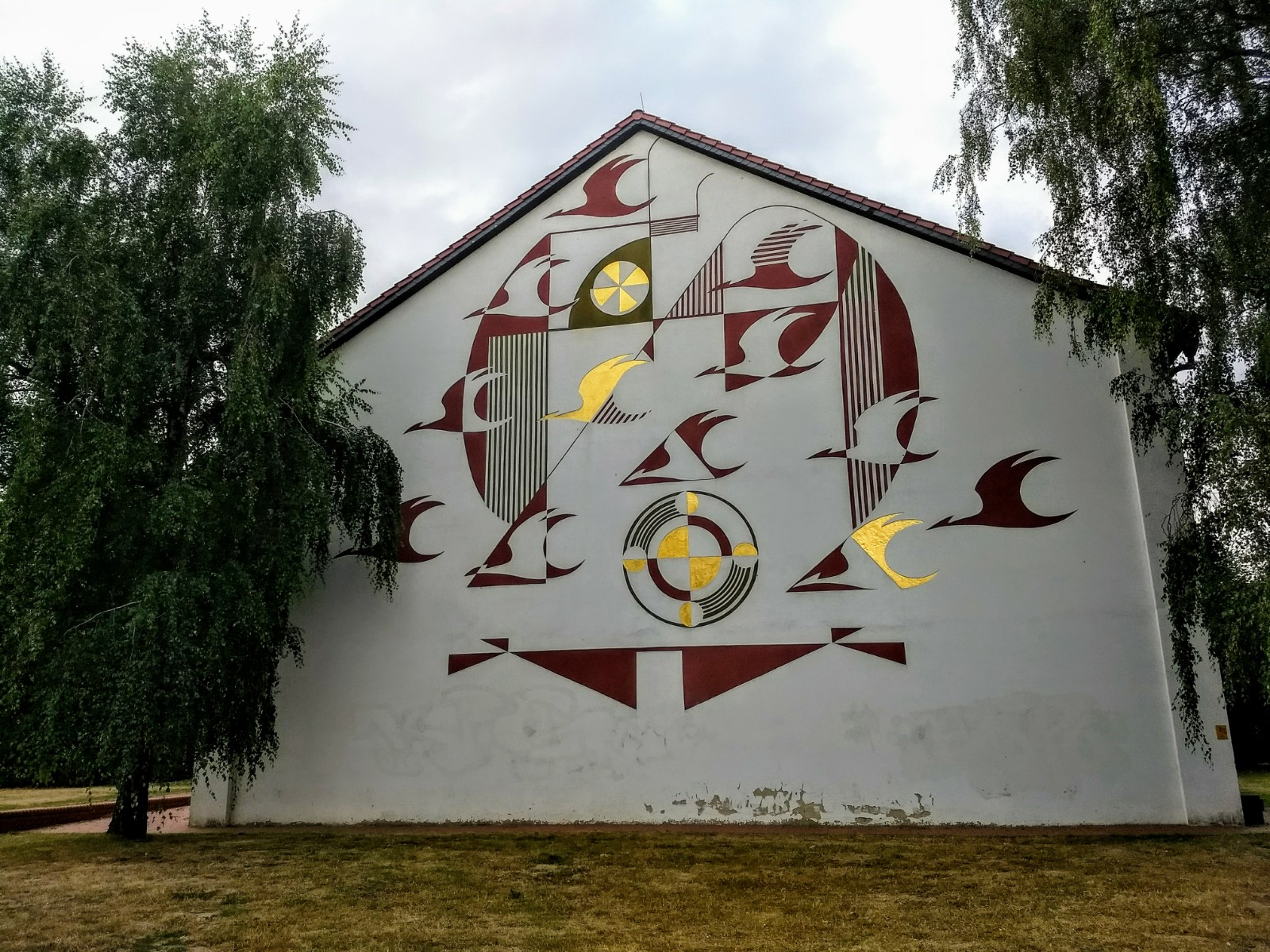
Das markante Wandbild an der Südseite der Schule, 1956 von Walter Junge gestaltet

Das Kranich-Gymnasium existiert seit dem 5. August 1943. Die erste hauptamtliche Lehrkraft war Erna Raithel mit 37 Schülern. Am 21. Mai 1947 wurde die Schule erstmals zu einer eigenständigen Oberschule, denn davor war sie abhängig von Leihgaben unter anderen von den Erziehungsberechtigten der Schüler. In den Jahren 1950 und 1951 wurde das erste Abitur an der Schule durchgeführt. Die erste Skifahrt der Klassen fand in den Jahren 1955 und 1956 statt.
Der Neubau des Kunsttraktes und die Gestaltung des Gymnasiums sowie eine erste Schülerzeitung entstanden in den Jahren 1965 bis 1968. Vor der Spaltung der Schule im Jahre 1967/68 stand diese in Salzgitter-Lebenstedt. Heute steht auf diesem Grundstück das so genannte Kranich-Gymnasium. Der zweite Teil der Schule befindet sich in Salzgitter-Fredenberg und trägt den Namen GAF (Gymnasium am Fredenberg).
Am 4. April 1968 entstand der Name Kranich-Gymnasium in Anlehnung an Schillers Ballade Die Kraniche des Ibykus. Ins Schuljahr 1981/82 beschaffte die Schule erstmals einen eigenen Mikrocomputer. In den Jahren 1986 bis 1988 wurde die Schule renoviert. Im gleichen Jahre wurde der sogenannte Abistreich eingeführt.
Die ersten Schüleraustausche begannen 1990/91. Nach Polen oder sogar in die USA. wurden die Schüler geschickt, um ein Jahr (oder mehr/weniger) dort zu verbringen. 1992/93 begann auch nun die Innere Gestaltung des Gymnasiums. 2009 wurde Anke Illgner die Schulleiterin des Kranich-Gymnasiums.

## Pädagogische Angebote
Das Kranich-Gymnasium ist eine Ganztagsschule. In den Mittagspausen gibt es eine Menge Möglichkeiten, seine Pause zu verbringen. Lernstudios sowie Freizeit- und Hausaufgabenbetreuung stehen jederzeit bereit. Außerdem können sich die Schüler in der Mensa ein warmes Mittagsessen bestellen. Nebenbei bietet das Kranich-Gymnasium eine Vielzahl von Arbeitsgruppen an. Die Arbeit mit den Notebooks beginnt schon in Klasse 7. Jedoch werden die Eltern der Schülern schon in den Sommerferien benachrichtigt, einen Computer zu besorgen.
Das Kranich-Gymnasium bietet neben der ersten Klassenfahrt in der 6. Klasse ebenso eine Skifahrt sowie eine Suchtpräventionsfahrt in der 8. Klasse an. Außerdem besuchen die Schüler regelmäßig das Theater in Braunschweig oder Theateraufführungen in der Schule selbst. Dazu gehört ebenso die Musicalfahrt in der 7. Klasse. An Schulveranstaltungen wie dem Sommerfest oder dem Weihnachtskonzert können Schüler teilnehmen. Für Schüler der 10. Klasse existiert ein Austauschprogramm – die Partnerschulen in Polen bzw. USA können für ein halbes oder ganzes Jahr besucht werden.
Für zukünftige Schüler werden Schnuppertage angeboten. Ebenso findet ein Tag der offenen Tür für alle Kraniche statt. Der Ehrgeiz der Kraniche wird zum Beispiel durch Lesewettbewerbe wie Antolin oder Duelle gesteigert. Das Kranich-Gymnasium bietet den Schülern Wahlunterricht – beispielsweise im Fach Informatik – an.

## Leitbild
Das Leitbild der Schule lautet:
Wir erstreben Kompetenz
Wir erweisen uns Respekt
Wir vermitteln Anstand
Wir wecken Neugier
Wir schätzen Individualität
Wir nutzen unsere Chance
Unser Ziel ist Humanität

## Besonderheiten
Das Kranich-Gymnasium unterhält einen eigenen Schulwald. Das etwa 1 Hektar große Gelände wurde ab 2014 von der Stadt Salzgitter gepachtet. Außerdem unterhält die Schule einen eigenen Schulchor. Mit dem Projekt „Coexist“ setzen 24 Abiturienten des Kranich-Gymnasiums ein Zeichen gegen Fremdenfeindlichkeit und Rassismus. Eine „Coexist-Installation“ wurde auf dem höchsten Punkt Niedersachsens angebracht als Symbol für die deutschlandweite Initiative. Die einstige Podcast-AG des Kranich-Gymnasiums hat unter Tage Videoaufnahmen im stillgelegten Eisenerzbergwerk Schacht Konrad vorgenommen. In Anlehnung an diese AG existiert ein YouTube-Kanal mit der Bezeichnung „Podcast Kranich-Gymnasium Salzgitter“.

## Schulleiter
- Erna Raithel (1943–1952)
- Max Korn (1952–1957)
- Hans Gransow (1957–1966)
- Karl Hans Koop (1967–1988)
- Rolf Peter Mühlig (1988–2004)
- Wolfgang Reinhart (2004–2009)
- Anke Ilgner (2009–2021)
- Esther Lischewski (seit 2021)

## Ehemalige Lehrkräfte
- Walter Junge (1905–1990), Maler und Kunsterzieher, arbeitete 1953–1976 als Studienrat am Kranich-Gymnasium.

## Ehemalige Schüler
- Reinhard Bein (* 1941), Historiker, Gymnasiallehrer und Sachbuchautor
- Georg Ruppelt (* 1947), Bibliothekar, Autor und Herausgeber, ehem. Direktor der Gottfried Wilhelm Leibniz Bibliothek in Hannover
- Corinna Rindlisbacher (* 1983), Autorin
- Marti Fischer (* 1990), Webvideoproduzent, Stimmenimitator, Musiker, Moderator und Comedian